# Schlacht von Annual
Die Schlacht von Annual fand am 22. Juli 1921 bei Annual im nordöstlichen Spanisch-Marokko als Teil des Rifkrieges statt. Es war eine militärische Auseinandersetzung zwischen der spanischen Armee und den Rifkabylen unter Abd al-Karim in der Rifregion. In Spanien spricht man im Zusammenhang mit der Schlacht vom Desaster von Annual. Der Sieg über Spanien führte zur Festigung der Macht Abd el-Krims im Rif, was er jedoch nicht zum Vorstoß auf Melilla und damit Vertreibung der Invasoren nutzte. Die Niederlage führte in Spanien zu einer innenpolitischen Krise und zu einem Umdenken über die Kolonialpolitik in der Rifregion. Nach der militärischen Niederlage reagierte die Kolonialmacht mit Gräuelpropaganda und der genozidalen Vergasung in Al Hoceima. 

## Vorgeschichte
1921 startete Spanien von der bereits besetzten Küste aus eine Offensive ins nordöstliche Marokko. Das Vorrücken fand ohne die Errichtung (gut) funktionierender Kommunikationswege bzw. gesicherter Nachschublinien statt und die neu besetzten Gebiete waren zu diesem Zeitpunkt nicht unter vollständiger Kontrolle.
Das Kommando hatte General Manuel Fernández Silvestre. Der ausgebildete Kavallerieoffizier war rasches Vorrücken gewohnt und stand in der Gunst des spanischen Königs Alfons XIII.; Silvestre besaß Charisma und war bei der Truppe beliebt; er galt als mutig und verwegen – aber auch als impulsiv. Nach der Tragödie von Annual wurden ihm Leichtsinn und grobe Fehleinschätzungen vorgeworfen.
Die aufständischen Rifkabylen standen unter dem Kommando von Abd al-Karim. Er hatte zuvor für das spanische Büro für Eingeborenenfragen in Melilla gearbeitet und war einer der Stammesführer der Aith Ouriaghel. Er und Silvestre kannten sich persönlich noch aus der Zeit in Melilla.

### Spanische Truppen
Silvestres Truppen setzten sich aus etwa 16.000 Soldaten, 4.000 marokkanischen Regulares sowie einigen hundert verbündeten einheimischen Polizeieinheiten zusammen (Mías de Policía Indígena). Die Regulares waren kampferfahren und trugen die Hauptlast der Offensivaktionen (Speerspitze). Das Gros bestand aus der Infanterie, aber auch Artillerie, Kavallerie und ein Geschwader veralteter Flugzeuge stand zur Verfügung. Gewisse Einheiten waren fest stationiert in Festungen, Städten oder auf Inseln vor der Küste und konnten nicht an der Front eingesetzt werden. Die spanischen Soldaten waren mangelhaft ausgebildet, ausgerüstet und ihre Waffen in einem schlechten Zustand. Viele der Rekruten stammten aus der sozialen Mittel- bzw. Unterschicht und hatten nicht die finanziellen Mittel, sich vom 3-jährigen Militärdienst in Nordafrika freizukaufen; es mangelte ihnen nicht zuletzt an Motivation, fernab der Heimat zu kämpfen.

### Militärischer Vorstoß
Der Vormarsch verlief zwar rasch und ohne nennenswerte Gegenwehr, aber die Konsolidierung der Front war danach ungenügend. Die Sicherungsposten entlang der eroberten Gebiete bestanden aus Blocaos, blockhüttenähnlichen Befestigungen, das umgebende Gelände war zusätzlich mit Sandsäcken und Stacheldraht gesichert. Die Besatzung bestand typischerweise aus 12 – 20 Mann. Die Blocaos waren auf Anhöhen errichtet worden, verfügten aber in der Regel nicht über einen Brunnen bzw. Zugang zu Trinkwasser und waren oft zu weit voneinander entfernt, um sich gegenseitig Deckung zu geben. Der tägliche Marsch, Wasser zu besorgen, setzte die Soldaten der Gefahr von Hinterhalten aus, wodurch die Blocaos leicht von der Versorgung abzuschneiden waren.
Nachdem Silvestres Truppen von Melilla bis nach Annual (15. Januar 1921) vorgerückt waren, sandte Abd al-Karim ihm eine Warnung: Sollte Silvestre nur einen seiner Männer weiter westwärts in Bewegung setzen oder (die Christen) den Fluss Amekran (Oued Amakrane) überqueren, werde der Fluss mit ihrem Blut getränkt werden. Ungeachtet dessen, rückte am 15. Mai 1921 eine spanische Kolonne über den Amekran bis nach Sidi Driss an der Mittelmeerküste vor, um dort einen Stützpunkt zu errichten. Die Front erreichte damit ihre maximale Ausdehnung und erstreckte sich nun von Melilla rund 130 km nach Westen in einem langen Bogen über Süden. Um die Linie zu sichern, mussten rund 14.000 Mann in 155 Stellungen stationiert werden (4.000 Mann im Westen, 10.000 im Süden).

### Monte Abarrán
Am 1. Juni 1921 begaben sich wiederum spanische Verbände über den Amekran, um 7 km westlich (Luftlinie) von Annual den Monte Abarrán (Hügel, ca. 500 m ü. M.) mit 276 Mann zu sichern. 200 davon waren marokkanische Regulares sowie Polizei-Mías. Die Position war kaum errichtet worden, da griffen die Rifkabylen sie schon an. Nach vier Stunden intensivem Gefecht ging den Verteidigern die Munition aus bzw. das Gewehr- und Kanonenfeuer ließ nach; als die meisten Offiziere verwundet oder gefallen waren, flüchteten einzelne Einheiten der Regulares und Mías oder liefen zum Feind über (je nach Quelle schon am Anfang). Die meisten Verteidiger wurden getötet, vereinzelte gefangen genommen und nur wenigen gelang die Flucht.
Am nächsten Tag wurde auch die Stellung in Sidi Driss angegriffen. Den spanischen Besatzern (ca. 150 Mann) gelang es jedoch, die Angreifer erfolgreich abzuwehren. Diese zwei Ereignisse sowie vermehrte Angriffe auf seine Versorgungskolonnen ließen Silvestre aufhorchen, er verstärkte daraufhin Annual mit zusätzlichen Truppenkontingenten und ließ den Stützpunkt weiter befestigen. Am 7. Juni errichteten die Spanier einen vorgelagerten Stützpunkt in Igueriben (Ighriben) ca. 5 km südlich von Annual; der Weg führte durch schmale Schluchten und an steilen Abhängen vorbei. Igueriben wurde mit 300 - 350 Mann Besatzung dotiert sowie mit vier Geschützen (Schneider) und vier Maschinengewehren (Hotchkiss). Mittels eines Heliographen konnte der Außenposten mit der Garnison in Annual kommunizieren, von wo aus die logistische Versorgung (Wasser) täglich erfolgte.
Abd al-Karim hatte das siegreiche Gefecht bei Abarrán genutzt, um mehr Stämme und Kämpfer für den Unabhängigkeitskrieg zu gewinnen. Ihre Zahlenstärke wuchs stark an (auf 6.000–10.000). Die Rifkabylen hatten erkannt, dass sie die kolonialen Besatzer schlagen konnten.

### Igueriben
Am 14. Juli 1921 überfielen Abd al-Karims Männer einen Versorgungstrupp aus Annual und begannen, die Stellung bei Igueriben unter Beschuss zu nehmen und zu belagern. Am 17. bzw.18. Juli verschärfte sich die Lage für die eingekreisten Truppen dramatisch, weil die Rifkabylen zwei bei Abarrán erbeutete Geschütze gegen sie einsetzten und immer gezielter abfeuerten. Igueriben war von der Versorgung abgeschnitten und die Wasservorräte beinahe aufgebraucht; die Konvois aus Annual kamen nicht durch und wurden aufgerieben. Selbst eine Kolonne mit 3.000 Mann schaffte es nicht und musste unter starkem Beschuss und Verlusten den Rückzug antreten. Die Besatzer in Igueriben waren stark dezimiert, dehydriert und mussten weitere Ausfälle durch Hitzekollaps verkraften sowie den Gestank der herumliegenden Leichen und Tierkadaver ertragen. Nachdem sie den Saft aus den Konservendosen aufgebraucht hatten, pressten sie die Flüssigkeit aus den Kartoffeln und mussten zuletzt Tinte, Parfüm oder mit Zucker gemischten Urin trinken. Angesichts der aussichtslosen Situation gab Silvestre den Befehl, Igueriben aufzugeben. Am 21. Juli versuchten die Besatzer, den Belagerungsring zu durchbrechen. Die Offiziere gaben ihnen Feuerschutz und evakuierten die Stellung als letzte. Nur ein Offizier und 15 Soldaten haben überlebt, wobei der Offizier sowie vier Soldaten in Gefangenschaft gerieten. Von den elf Soldaten, die es nach Annual geschafft hatten, sollen vereinzelte kurz nach ihrer Ankunft einem Hitzeschlag erlegen sein.
Entsetzt stellte Silvestre fest, dass der Feind zahlenmäßig wesentlich stärker und besser bewaffnet war als angenommen – zu spät, Annual war bereits belagert. Silvestre befürchtete nun, auch diesen Stützpunkt zu verlieren.

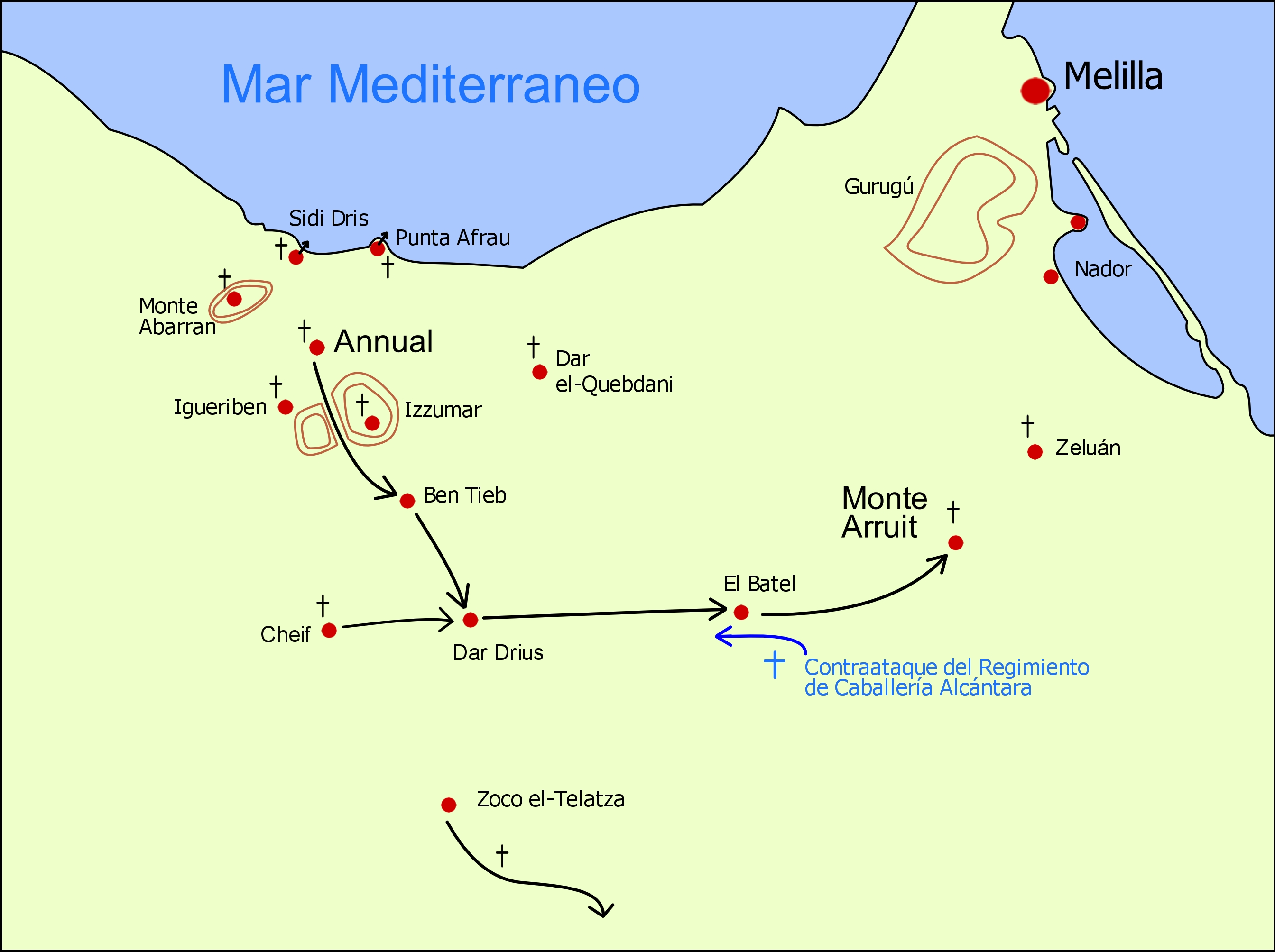
Spanische Stellungen / Rückzug (schematisch)

## Schlacht

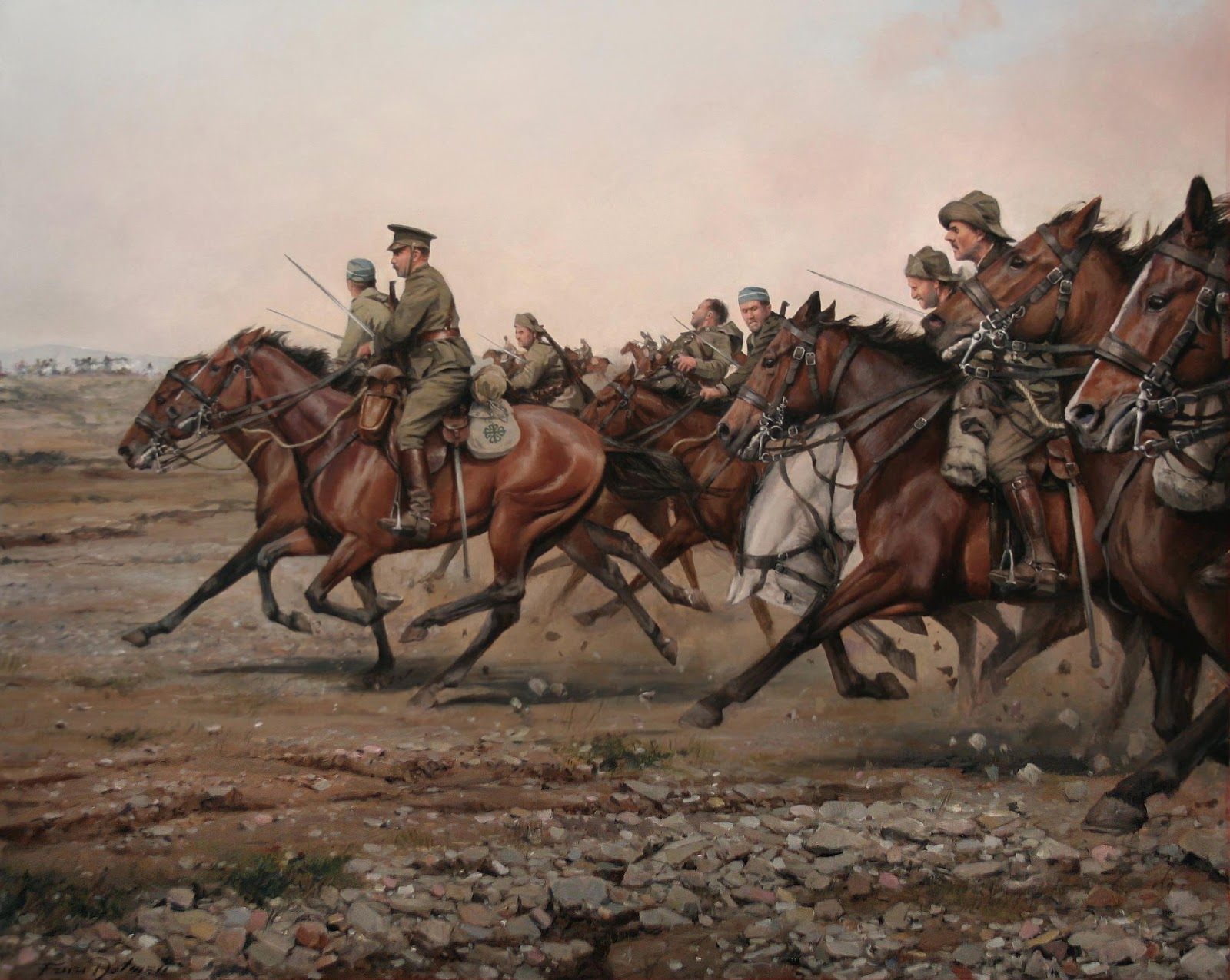
Carga del río Igan, por Augusto Ferrer-Dalmau (2013).

Nach der Belagerung und dem Fall von Igueriben, fiel am 22. Juli 1921 auch die Garnison von Annual. Silvestre ordnete den Rückzug nach Melilla an, welcher in eine regellose Flucht mündete; Verwundete, Kranke, Waffen, Ausrüstung wurden zurückgelassen.

„So flüchten sie, rennen aneinander, stolpern, laufen zurück, eilen wie wahnsinnig vorwärts. Neben der Bahnstrecke, […] an der Fahrstraße, die parallel zu ihr verläuft, häufen sich die Toten. In der Entfernung mischt sich der Pesthauch, der von ihnen aufsteigt, mit den vollen, langgezogenen Tönen von Pandero und Tschirima (marokkanische Instrumente) […]. Die Patrouillen der Marokkaner wurden immer zahlreicher und von El Bokete, der Bergenge bei Dar Drius, bis nach Tistutin [Orte zwischen Anual und Melilla] war der Boden buchstäblich mit verstümmelten Leichen übersät. Immer näher kommen verfolgte Soldaten, sie fliehen richtungslos, entsetzt, und fallen unter Huftritten und Schwerthieben. Vier Infanteristen, ohne Munition, scharen sich zusammen und erwarten einen Trupp Lanzenreiter mit dem Bajonett. Als die Verfolger sehen, daß es Widerstand gibt, halten sie an und greifen ohne abzusteigen nach dem Karabiner. Schnellfeuer. Die Soldaten spritzen auseinander, fallen. Über sie hinweg braust die Jagd.“

General Silvestre kam in Annual ums Leben. Die genauen Todesumstände konnten nie geklärt werden, seine sterblichen Überreste sind bis heute verschollen.
In den folgenden 19 Tagen wurden sämtliche 155 spanische Stützpunkte überrannt und die Besatzungen getötet. Dies führte dazu, dass die überdehnte spanische Militärstruktur in Spanisch-Marokko zusammenbrach. An der Küste von Afrau gelang es spanischen Kriegsschiffen, die Garnison zu evakuieren. In Zoco el-Telatza de Metalsa im Süden setzten sich die spanischen Truppen und Zivilisten dagegen in die französische Zone ab.

### Monte Arruit
Die knapp 5.000 spanischen Truppen in Annual zogen sich unter dem Kommando von General Felipe Navarro 80 km ins Fort Monte Arruit zurück. Als jedoch die Garnison angegriffen wurde und die ersten Schüsse fielen, löste sich die Ordnung auf. Der schmale Weg von Annual süd-ostwärts nach Izumar führte über Windungen durch eine enge Schlucht, wo sich rasch ein Stau bildete. Abd al-Karims Männer waren auf beiden Seiten gut postiert und hatten es leicht, die flüchtenden Truppen unter Beschuss zu nehmen. Über 2.000 Soldaten starben innerhalb weniger Stunden. Jene, die die Strecke lebend geschafft hatten, suchten Zuflucht in Dar Drius, einem gut ausgebauten Stützpunkt. Es bestand die Option, in Dar Drius zu bleiben, das verhältnismäßig leicht zu verteidigen gewesen wäre, mit Wasserversorgung, Vorräten und Munition. Stattdessen befahl Navarro den Rückzug nach Monte Arruit, einem Stützpunkt rund 40 km weiter östlich, mit wenig Vorräten und schlechter Wasserversorgung, aber näher an Melilla. Die Truppen erreichten Monte Arruit in der Nacht vom 29. Juli 1921, wo sie kurz darauf umzingelt und von der Außenwelt abgeschnitten wurden. Die Belagerung dauerte 10 Tage.
General Dámaso Berenguer Fusté, spanischer Hochkommissar des Protektorats, vereinbarte schließlich am 9. August mit der Führung der Aufständischen die Kapitulation. Diese hielten sich jedoch nicht an die Übereinkunft und töteten 3.000 der im Fort Monte Arruit Eingeschlossenen. Weitere 600 wurden gefangen genommen. Zwar war die Stadt Melilla nur 40 km entfernt, aber von dort konnten die Spanier keine Unterstützung erwarten, da Melilla selbst nur von wenigen Verteidigungstruppen geschützt war. Silvestre hatte sämtliche Reserven für die vergebliche Befreiung von Igueriben abgezogen. Die Rifkabylen zeigten in der Regel kein Erbarmen mit den kolonialen Besatzern, wenn sie diese nicht gleich töteten, misshandelten sie ihre Feinde auf jede nur erdenkliche Weise und nahmen nur wenige gefangen – meistens Offiziere –, um sie gegen Lösegeld und eigene gefangene Kämpfer einzutauschen. Auf diese Weise kamen General Navarro und etwa 400 gefangene Spanier nach 18 Monaten wieder frei.

## Folgen
Spanien zog nach dem Ereignis rasch seine Truppen der Afrika-Armee zusammen, die fast ausschließlich aus der Spanischen Legion und marokkanischen Regulares bestand. Die Truppen wurden nach Melilla verschifft und halfen dort, die Stadt zu sichern. Ende November konnte Monte Arruit wieder eingenommen werden.

### Untersuchung –Expediente Picasso
Der spanische Kriegsminister ordnete daraufhin eine Untersuchung an. Unter Führung von Juan Picasso González (Pablo Picassos Onkel) kam die Kommission zu dem Schluss, dass schwerwiegende militärisch-strategische Fehler begangen worden waren. Sie sprach König Alfons XIII. jedoch von allen Fehlentscheidungen frei, obwohl verschiedene Quellen darauf hinwiesen, dass der König General Silvestre zu dem Vorstoß ermutigt hatte. Der Bericht zuhanden des spanischen Parlaments (Expediente Picasso) listet 13.363 Tote und Vermisste auf, gefallen zwischen dem 21. Juli und 9. August 1921 (10.973 Spanier sowie 2.390 Regulares und Mías). Etwa 1.000 Aufständische wurden getötet. Über 20.000 Gewehre, 400 Maschinengewehre und 129 Artilleriegeschütze gingen den Spaniern bei den Auseinandersetzungen verloren. Picasso hatte den Bericht minutiös erarbeitet, er umfasste mehr als 2.400 Seiten und war erstaunlich transparent bzw. schonungslos. Entsprechend hatten man versucht, Picasso in seinen Untersuchungen zu behindern. Er konnte diese nicht vor Ort durchführen, da das Gebiet mittlerweile in feindlichen Händen lag. Die Kommission befragte 77 Augenzeugen von Annual und wertete militärische Pläne, Landkarten sowie hunderte Depeschen, Telegramme, Berichte, Briefe und Dokumente aus.
Picasso warf der Militärführung in seinem Bericht Desorganisation, Nachlässigkeit und Unvernunft vor (negligencia e irresponsabilidad). Sowohl dem Generalstab in Madrid als auch Silvestre und seinem Vorgesetzten, General Berenguer. Die Aufklärungslage über den Feind (Stärke, Bewaffnung, Standorte) war ungenügend, ebenso der Kenntnisstand über das Operationsgebiet, den Zustand und die Einsatzfähigkeit der Truppen sowie ihrer Ausrüstung. Berichte darüber waren ignoriert worden und die Ressourcen für das militärische Unterfangen nicht angemessen. Geblendet vom schnellen Erfolg und um den König zu beeindrucken, sei Silvestres Vorstoß zu waghalsig gewesen, ohne Luftunterstützung, ohne Rückzugsplan oder die elementarsten Vorkehrungen zu treffen.
Darüber hinaus wurde eine weit verbreitete und systematische Korruption innerhalb der Armee in Nordafrika aufgedeckt, die zur Niederlage beigetragen hatte: Unzählige Offiziere hatten regelmäßig das Budget massiv überzogen und Gelder für Infrastrukturprojekte versickern lassen, ohne die für den Nachschub wichtigen Wege, Straßen oder Brücken fertigzustellen. Gelder für die Beschaffung von Ausrüstung und Proviant waren ebenso abgezweigt worden, während die Truppe schlecht versorgt hungern musste.

### Politische Folgen
Die Niederlage bei Annual trug dazu bei, dass am 13. September 1923 Miguel Primo de Rivera die monarchistische Verfassung brechen und unter Tolerierung von Alfons XIII. eine Militärdiktatur errichten konnte. Dadurch verhinderte er, dass die verantwortliche Militärführung (und Alfons XIII.) am 2. Oktober 1923 im Rahmen einer zweiten Untersuchung vor dem Parlament (aufgelöst) Rechenschaft hätte ablegen müssen. Zuvor hatte ein Militärgericht Berenguer wegen Pflichtverletzung (Nachlässigkeit) verurteilt und in die Reserve versetzt. Primo de Rivera war von 1924 bis 1925 Hochkommissar des Protektorates Spanisch-Marokko. Nach ihm wurde die Linea Primo de Rivera benannt, die Rückzugslinie, hinter welche sich die spanischen Truppen zurückzogen, als sie Spanisch-Marokko im Rahmen der Verseuchungsstrategie von Hugo Stoltzenberg für den Chemiewaffeneinsatz im Rifkrieg räumten. Primo de Rivera begnadigte Berenguer 1924 und nach dessen Rücktritt 1930 setzte Alfons XIII. ihn als spanischen Ministerpräsidenten ein.
Die Krise war eine von vielen, die die Position der Monarchie in den nächsten Jahrzehnten untergruben und zur Gründung der Zweiten Spanischen Republik führten. In der Bevölkerung war die Entrüstung über die Niederlage und die Gräueltaten an ihren Soldaten groß und ließ nationalistische Gefühle anschwellen sowie den Sinn nach Vergeltung. Das Budget für die Kampagne in Spanisch-Marokko wurde verdreifacht und das Nordafrika-Korps mit modernen Waffen ausgestattet. Die Rüstungsausgaben verschlangen damit einen Drittel des spanischen Staatshaushalts (2019 unter 5 %). Primo de Rivera hatte dafür gesorgt, dass der Picasso-Bericht mitsamt den Korruptionsbeweisen in der Versenkung verschwand. Es sollte später ausgerechnet das aufgerüstete Nordafrika-Korps sein, das sich im Juli 1936 in einem Militärputsch gegen die demokratische Regierung erhob und Spanien in einen Bürgerkrieg stürzte. Das Desaster von Annual markiert für manche Historiker ein Ereignis mit weit verzweigten Auswirkungen.
Die Schlacht von Annual wird in zwei berühmten spanischen Novellen beschrieben – Iman von Ramón J. Sender und La Ruta von Arturo Barea.